# Roland Otto Bauschenberger
Roland Otto Bauschenberger (* 10. Jänner 1989 in Ried im Innkreis) ist ein österreichischer Kabarettist.

## Leben
Bauschenberger absolvierte eine Ausbildung zum Speditionskaufmann. Bei der Weihnachtsfeier des „Fleischhaubnstammtisch“ des SV Hohenzell im Jahr 2013 führte er ein Kabarettstück auf. Seinen ersten öffentlichen Auftritt hatte er im Sommer 2014 auf der ServusTV-Jedermannbühne am Residenzplatz in Salzburg. Im November 2016 hatte Bauschenbergers erstes Programm Ausziehen leicht gedacht… Premiere.
2017 gewann er die Casinos Austria Kabarett-Talentshow und durfte beim Wiener Kabarettfestival als Voract von Stefan Haider und Die Comedy Hirten auftreten.
2019 folgte sein zweites Programm Antidepressiva – Kabarett als Lachtherapie. 2021 gewann er den Mimi Wunderer Kabarettpreis, danach den Waldviertler Kabarettpreis und 2023 den Herkules Kleinkunstpreis. Im Oktober 2024 ging er mit seinem dritten Programm Vorzeitiger Damenverdruss auf Tour.

## Rezeption
Andrea Stözer von den Niederösterreichischen Nachrichten war vom Auftritt Bauschenbergers angetan. Der Kabarettist hätte mit seinen pointenreich servierten kuriosen Alltagsbeobachtungen in seinem Programm „Vorzeitiger Damenverdruss“ das Publikum begeistert. Der ORF beschrieb ihn als vielumjubelten Newcomer, der in seinem Programm über alles spricht, was in seinem Leben schiefläuft, und hob seine bildhaft beschriebene Alltagskomik, doppeldeutigen Wortwitze und die Fülle seiner Gags hervor. Sein Auftritt sei ein Kabarettabend der Sonderklasse.

## Auszeichnungen
- HERKULES Kleinkunstpreis 2023[6]
- Waldviertler Kabarettpreis 2023[7]
- Mimi Wunderer Kabarettpreis 2021[8]
- Casinos Austria Kabarett-Talenteshow 2017

## Programme
- 2016 – Ausziehen leicht gedacht...
- 2019 – ANTIDEPRESSIVA – Kabarett als Lachtherapie
- 2024 – Vorzeitiger Damenverdruss

## Ausstrahlungen
- 2021 ORF 1 Pratersterne
- 2024 Joyn – Comedy Battle, Deutsche TV-Premiere 04. September 2024 ProSieben[9]
- 2025 ORF 3 – Kabarett im Turm am 13. Februar mit dem Programm  Antidepressiva[10][5]